# DKW F89
El DKW F89 fue el primer automóvil de la época de posguerra de la Auto Union GmbH fundada en Alemania Occidental en 1950 y se vendió bajo el nombre de Meisterklasse, o en inglés como Master Class.

## Historia
El DKW F 89 comenzó a salir de la línea de producción de una nueva planta en Düsseldorf de la Auto Union en Alemania Occidental en el verano de 1950, este coche fue una combinación de varios desarrollos: la moderna carrocería aerodinámica del DKW F9, un prototipo que habría reemplazado directamente al DKW F8 en la producción de Zwickau, un chasis modificado y el motor de dos tiempos y dos cilindros de la F8. La F 89 se ofrecía como una berlina, un descapotable y un cupé de dos o cuatro plazas, y una combi tres puertas «Universal». El moderno, aerodinámico y armonioso diseño de la carrocería del F 89 caracterizó el aspecto DKW hasta principios de la década de 1960.
El diseño moderno ofreció un motor de la preguerra de dos cilindros en línea de dos tiempos y 684 cm³ de los F8 con una potencia de 23 hp. El motor estaba refrigerado por agua, pero no había ninguna bomba de agua, el enfriamiento era por un sistema de termosifón.
Mientras Auto Union construyó el F 89 en Alemania Occidental, la planta de Zwickau que había pasado a la Alemania del Este controlada por los soviéticos estaba produciendo el IFA F9. 30 000 o más IFA F9 se habían producido inicialmente en Zwickau y posteriormente en Eisenach en 1956. Tanto los coches occidentales como los orientales se basaron estrechamente en el prototipo DKW F9 expuesto por primera vez en 1939.
Cerca de 60 000 ejemplares salieron de la línea de montaje durante una producción de cuatro años. El diseño del F89 marcó notablemente los futuros modelos DKW, y el pequeño motor de dos tiempos vivió sucesivamente.
El F89 no fue el primer vehículo construido por Auto Union después de la guerra. Ese honor va para el DKW F89 L Schnelllaster, «transportador rápido» en español, una camioneta ligera y moderna construida sobre el mismo chasis y que usa el mismo paquete de motor/transmisión fue presentado  en 1949.

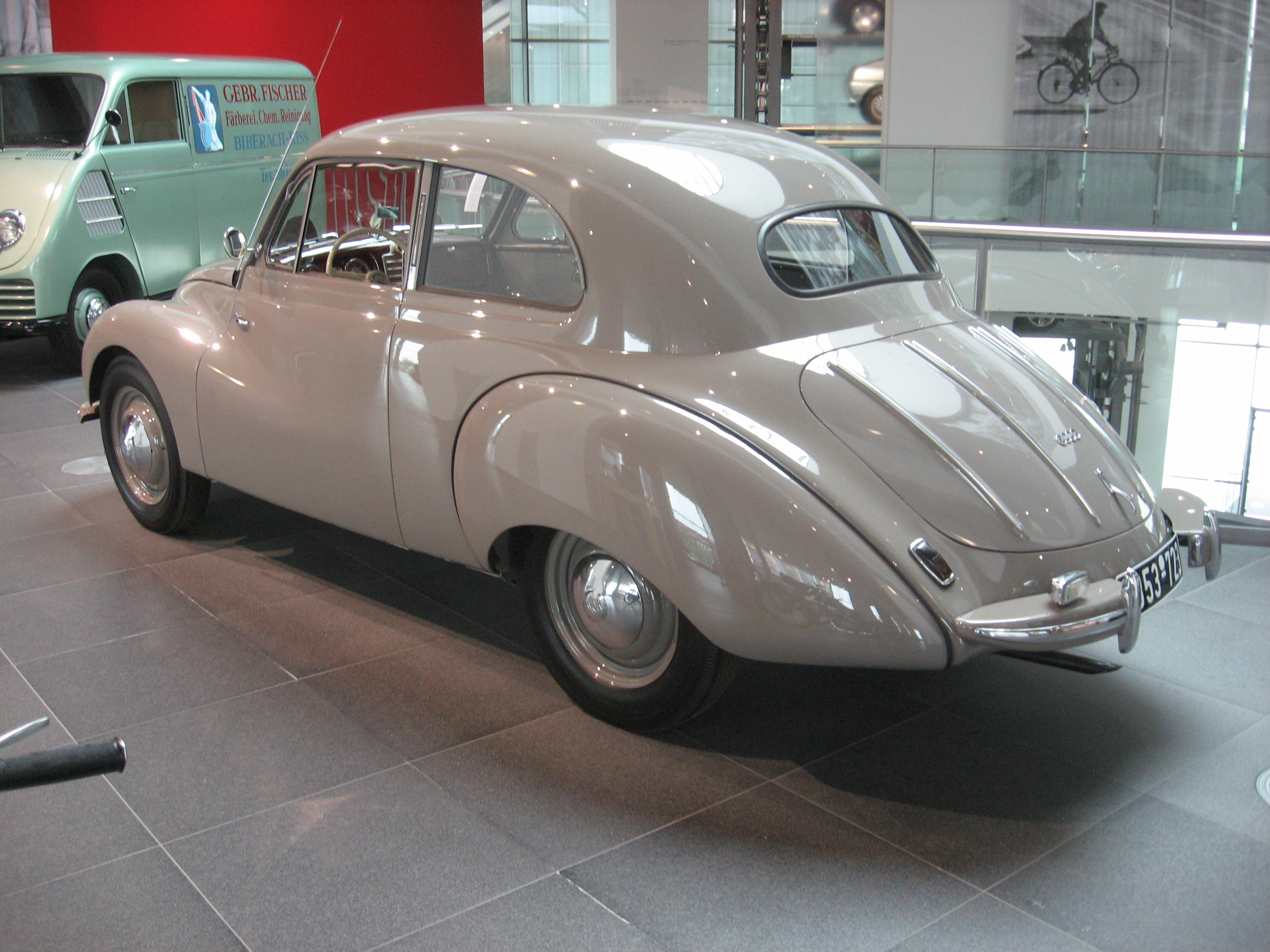
DKW F89 sedán dos puertas
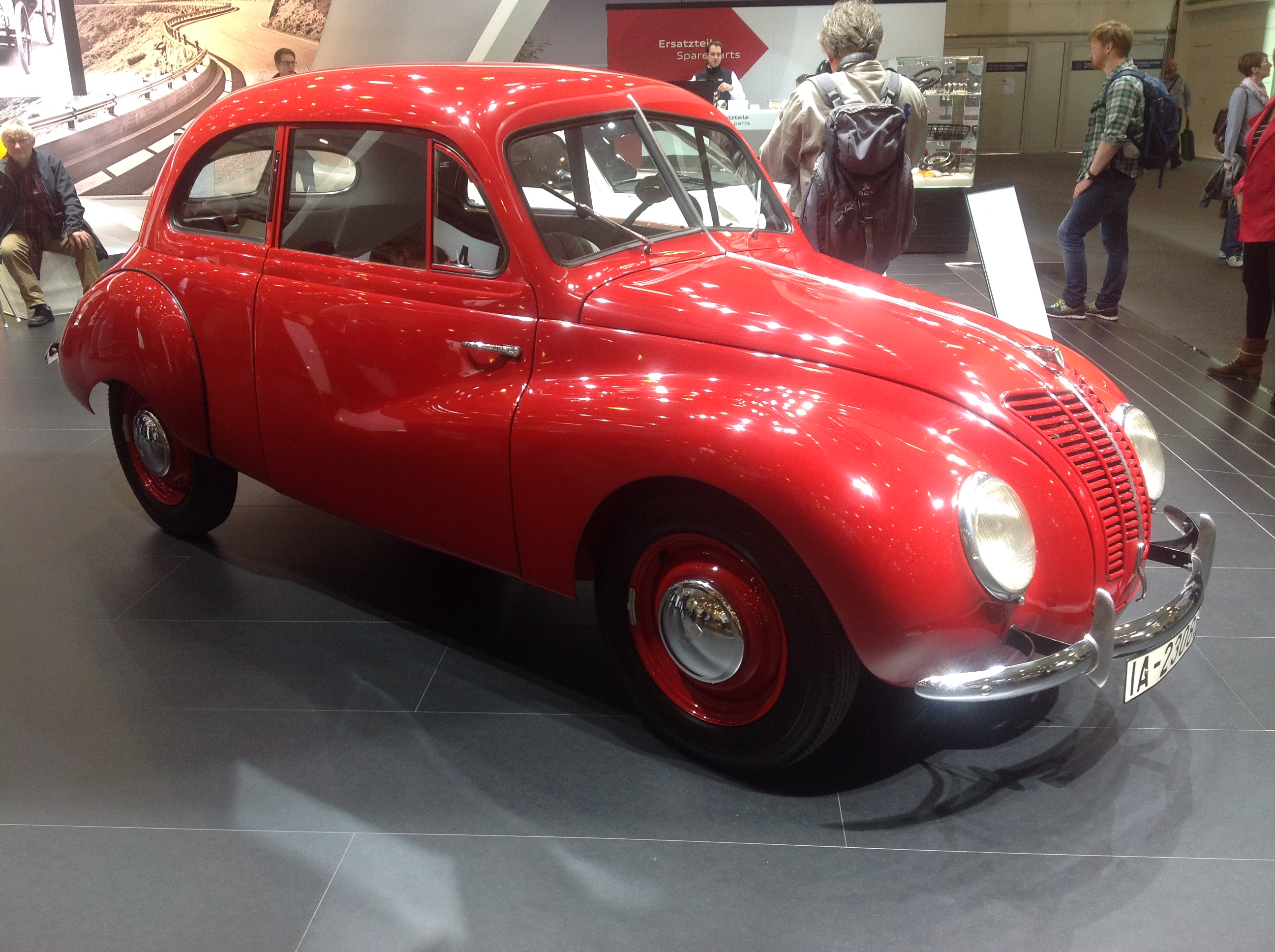
DKW F9, prototipo destinado a ser lanzado como un sucesor del DKW F8
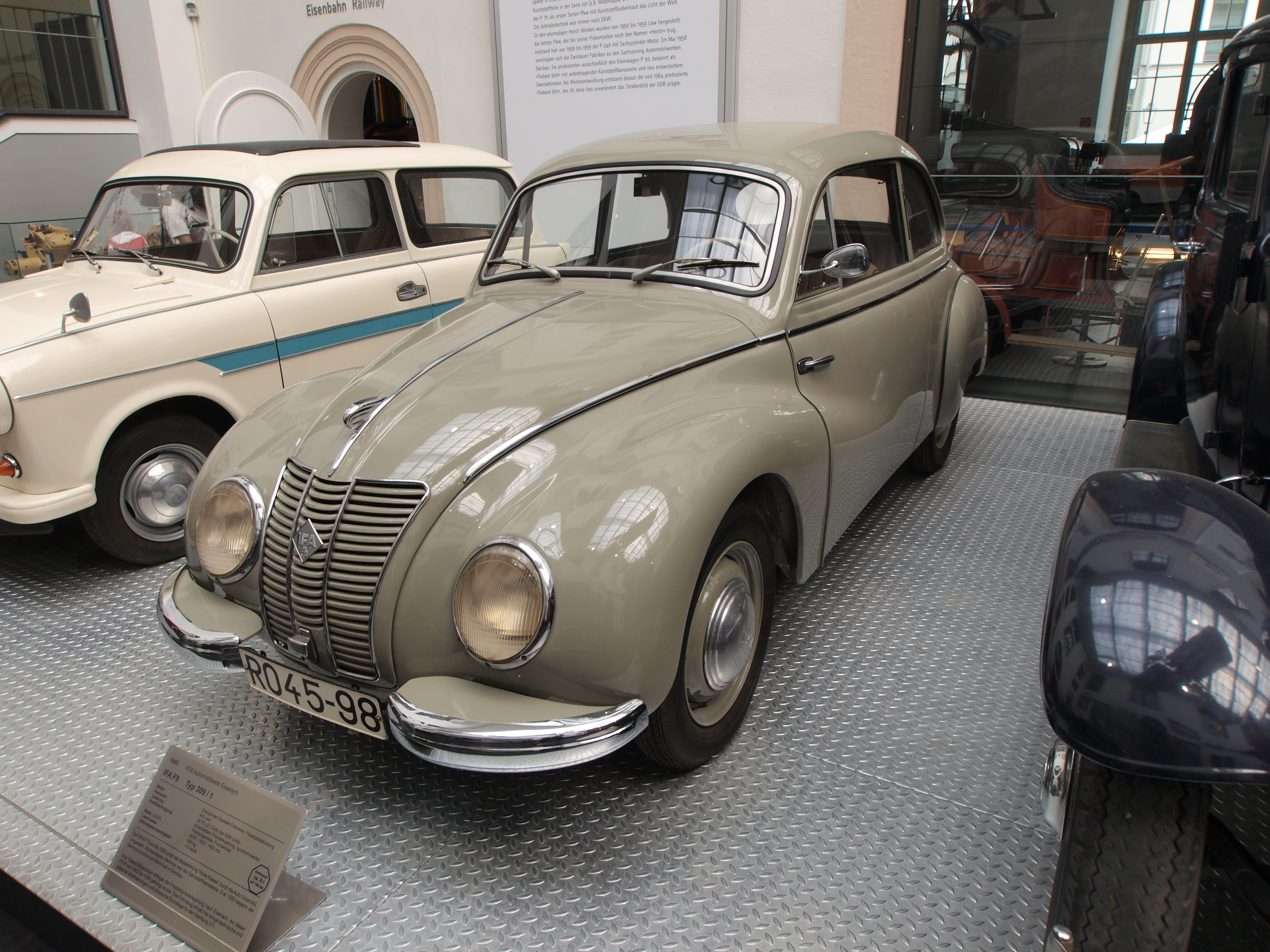
IFA F9, la carrocería siguió de cerca el diseño del prototipo DKW F9

## Variantes de carrocería
En 1951, la versión cupé sin parantes de dos  plazas por Carrozzeria Hebmüller de Wuppertal comenzó a estar disponible, y la gama se completó en octubre de 1951 con la adición de una versión combi de tres puertas empleando una conversión de carrocería que hizo un uso extensivo de la madera, este fue reemplazado en marzo de 1953, por una carrocería totalmente de acero. La combi F89, como todos sus sucesores en acero, ahora se califican como modelo «Universal».

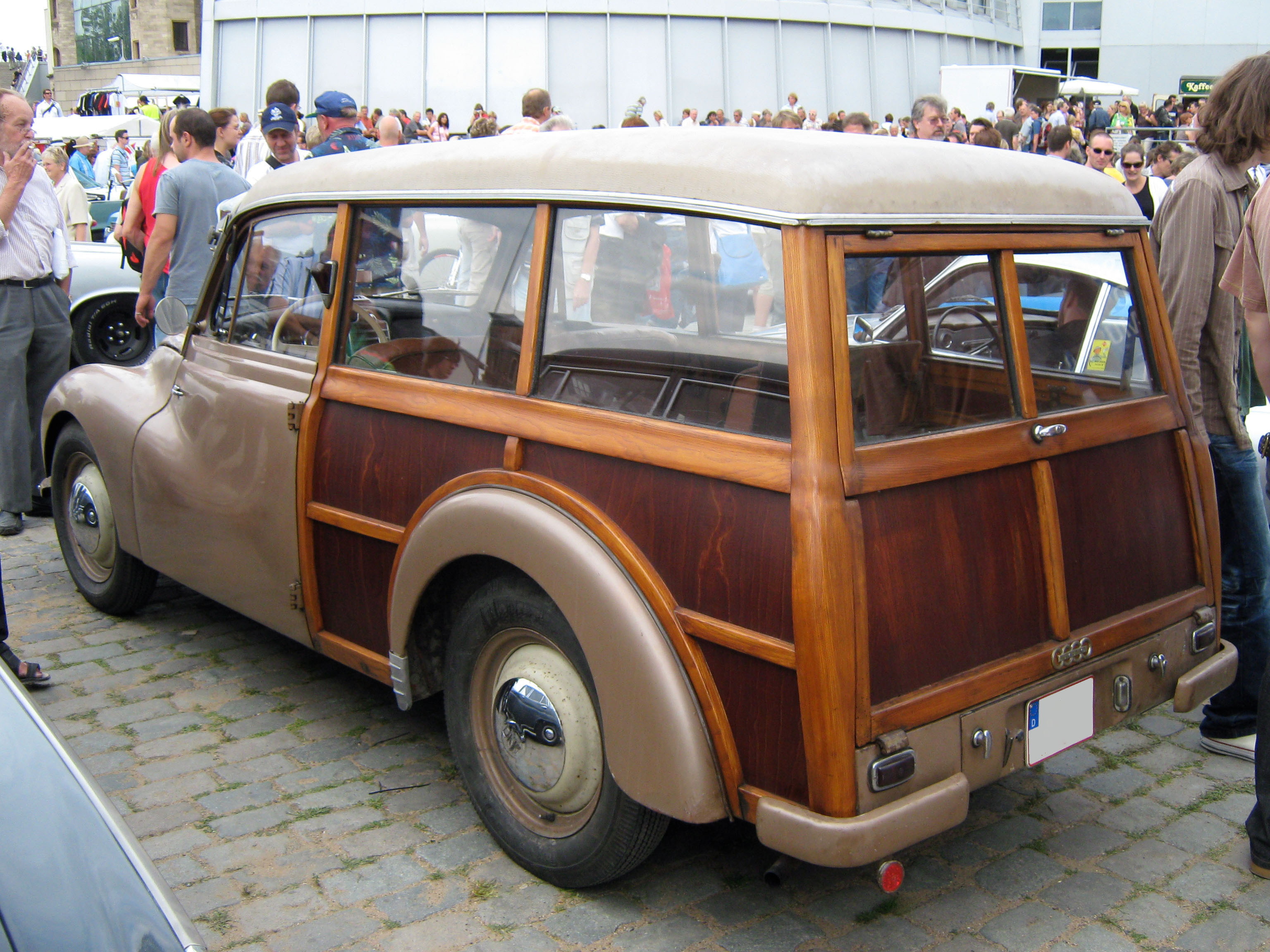
La conversión combi tres puertas ofrecida desde finales de 1951, hizo un uso extensivo de la madera.